# Дзагароло
Дзагаро́ло (итал. Zagarolo) — город в Италии, располагается в области Лацио, подчиняется административному центру Рим.
Население составляет 14 620 человек (на 2004 г.), плотность населения составляет 425 чел./км². Занимает площадь 28 км². Почтовый индекс — 039. Телефонный код — 06.
Покровителем коммуны почитается святой Лаврентий, празднование 10 августа.